# RKVV Wilhelmina in het seizoen 1958/59
Het seizoen 1958/1959 was het vierde jaar in het bestaan van de Bossche betaaldvoetbalclub Wilhelmina. De club kwam uit in de Tweede divisie A en eindigde daarin op de 12e plaats. Tevens deed de club mee aan het toernooi om de KNVB beker, hierin werd in de derde ronde verloren van Fortuna '54 (2–5).

## Wedstrijdstatistieken

### Tweede divisie A
|       | Baronie | DHC   | DOSKO | EBOH  | EDO   | 't Gooi | Hilversum | LONGA | ONA   | UVS   | De Valk | Velox | Xerxes | Zeist |
| ----- | ------- | ----- | ----- | ----- | ----- | ------- | --------- | ----- | ----- | ----- | ------- | ----- | ------ | ----- |
| Thuis | 1 – 1   | 0 – 3 | 6 – 2 | 3 – 4 | 1 – 2 | 2 – 3   | 1 – 4     | 0 – 2 | 2 – 0 | 1 – 1 | 4 – 2   | 1 – 3 | 4 – 3  | 6 – 2 |
| Uit   | 2 – 1   | 4 – 1 | 3 – 3 | 3 – 0 | 2 – 1 | 3 – 1   | 0 – 2     | 4 – 0 | 1 – 1 | 5 – 1 | 1 – 3   | 3 – 1 | 1 – 0  | 4 – 4 |

### KNVB beker
| 1e ronde                                                | Valkenswaard                                                       | 0 – 1 Na verlenging | Wilhelmina                                                |
| 1 januari 1959 Plaats: Valkenswaard Sportpark Den Dries |                                                                    |                     | Leo van der Hoorn                                         |
| 2e ronde                                                | Wilhelmina                                                         | 4 – 0 (2 – 0)       | RKDVC                                                     |
| 30 april 1959 Plaats: 's-Hertogenbosch De Wolfsdonken   | Theo Borsten 12' Wim van der Plas 32', 74' Jan Wierickx 56' (pen.) |                     |                                                           |
| 3e ronde                                                | Wilhelmina                                                         | 2 – 5 (2 – 2)       | Fortuna '54                                               |
| 20 mei 1959 Plaats: 's-Hertogenbosch De Wolfsdonken     | Wim van der Plas 20' Theo Borsten 44'                              |                     | 15' Bob Jongen 21', –' Henk Angenent 77', 85' Peter Benen |

## Statistieken Wilhelmina 1958/1959

### Eindstand Wilhelmina in de Nederlandse Tweede divisie A 1958 / 1959
| Stand | Gespeeld | Gewonnen | Gelijk | Verloren | Punten | Doelpunten voor | Doelpunten tegen |
| ----- | -------- | -------- | ------ | -------- | ------ | --------------- | ---------------- |
| 12e   | 28       | 7        | 5      | 16       | 19     | 51              | 68               |

### Topscorers
| #      | Naam                  | Goal |
| ------ | --------------------- | ---- |
| 1.     | Geert Princen         | 12   |
| 2.     | Theo Borsten          | 10   |
| 3.     | Wim van der Plas      | 9    |
| 3.     | Jan Wierikx           | 9    |
| 5.     | Ben van der Plas      | 4    |
| 6.     | Harry van Overdijk    | 3    |
| 7.     | Nico Gloudemans       | 1    |
| 7.     | Harry van der Griendt | 1    |
| 7.     | Jo Konings            | 1    |
| 7.     | Cor Knuvers           | 1    |
| Totaal | Totaal                | 51   |

| #      | Naam              | Goal |
| ------ | ----------------- | ---- |
| 1.     | Wim van der Plas  | 3    |
| 2.     | Theo Borsten      | 2    |
| 3.     | Leo van der Hoorn | 1    |
| 3.     | Jan Wierickx      | 1    |
| Totaal | Totaal            | 7    |